# غاري كوب (سياسي)
غاري كوب (بالإنجليزية: Garry Cobb)‏ هو لاعب كرة قدم أمريكية وسياسي أمريكي، ولد في 16 مارس 1957 في كارثاج في الولايات المتحدة. حزبياً، نشط في الحزب الجمهوري.

## وصلات خارجية
- غاري كوب على موقع مرجع كرة القدم المحترفة.كوم (الإنجليزية)

- الموقع الرسمي